# 中村橋駅

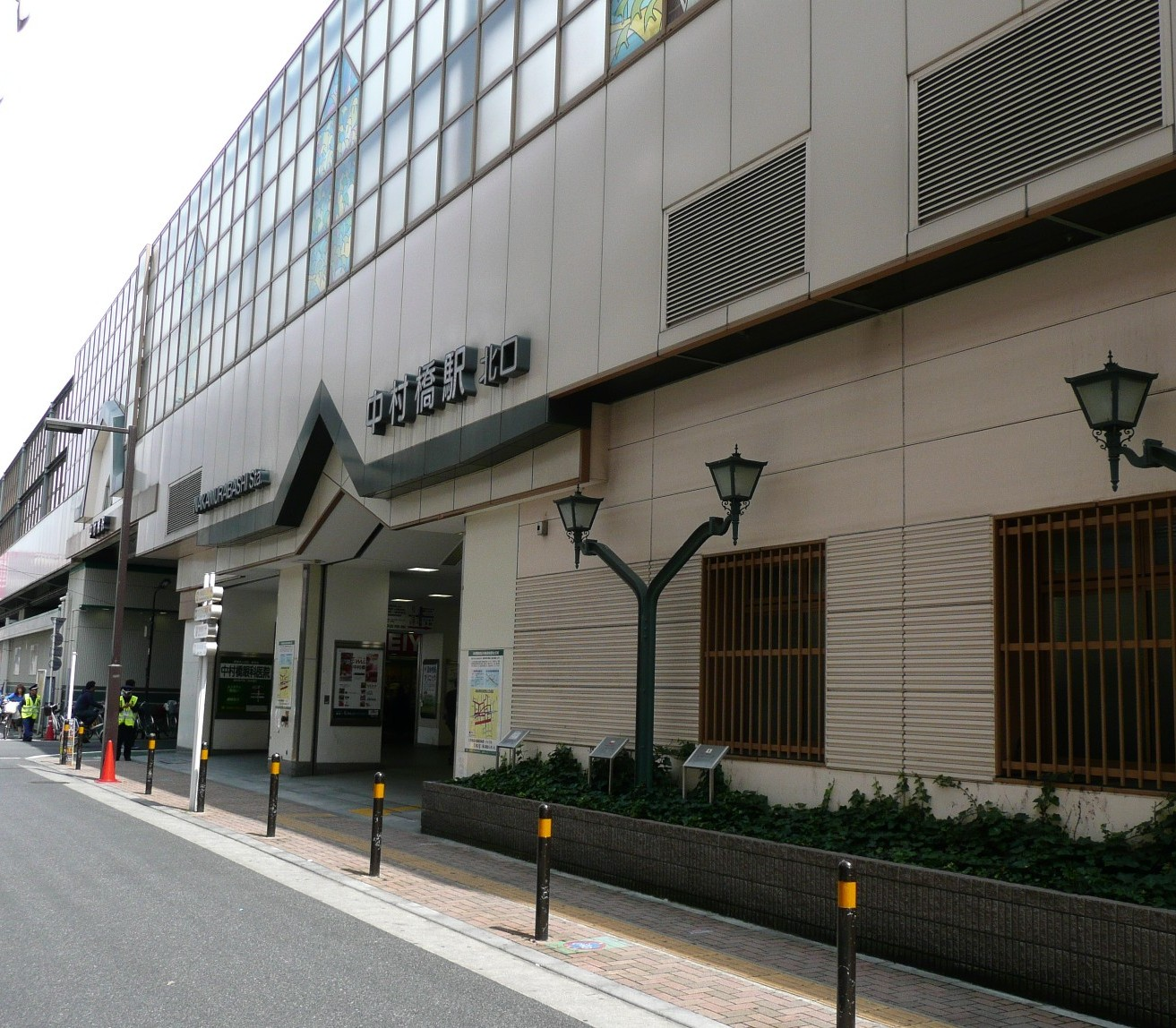
北口（2008年6月）

中村橋駅（なかむらばしえき）は、東京都練馬区中村北四丁目にある、西武鉄道池袋線の駅である。駅番号はSI07。

## 歴史
現在の東京メトロ有楽町線の初期計画においては、当駅を起点とする予定があった。その名残として、当駅南側の千川通りに都市高速鉄道第8号線分岐線の中村橋駅が都市計画決定されているものの、事実上の凍結状態となっている。
- 1924年（大正13年）6月11日：開業。
- 1987年（昭和62年）3月3日：北口新駅舎使用開始[2]。
- 1997年（平成9年）
  - 9月13日：当駅 - 富士見台間の上り線を高架化[3][1]。
  - 12月13日：当駅 - 富士見台間の下り線を高架化[4][1]。
- 2001年（平成13年）12月15日：当駅 - 富士見台間複々線化完成[5]。

## 駅構造
複々線の緩行線部分に島式ホーム1面2線を有する高架駅で、外側に2線の通過線（急行線）がある。高架化される前は相対式ホームの形態だったが、ホーム間を連絡する跨線橋などは設置されていなかったため、平日朝ラッシュ時などには練馬側の踏切で無理に横断する人が絶えなかった。高架化後も朝ラッシュ時はコンコースとホームを連絡するエスカレーターはホームに1か所しかないため、乗降客でホーム上は混雑し、エレベーターも満員の状態になることがある。このため西武鉄道では、新桜台駅・当駅から石神井公園駅間のホームドア整備を計画しており、2022年度以降の設置を予定している。
2007年9月には、富士見台寄りの高架下に商業施設（駅ナカではない）「Emio中村橋」がオープンした。
駅北口の西方にある側道には国内・外の古レールを活用した街路灯があり、レールに関する説明板も設置されている。

### のりば
| ホーム | 路線   | 方向 | 行先                               |
| ------ | ------ | ---- | ---------------------------------- |
| 1      | 池袋線 | 下り | 所沢・飯能方面                     |
| 2      | 池袋線 | 上り | 練馬・池袋・新木場・渋谷・横浜方面 |

（出典：西武鉄道:駅構内図）

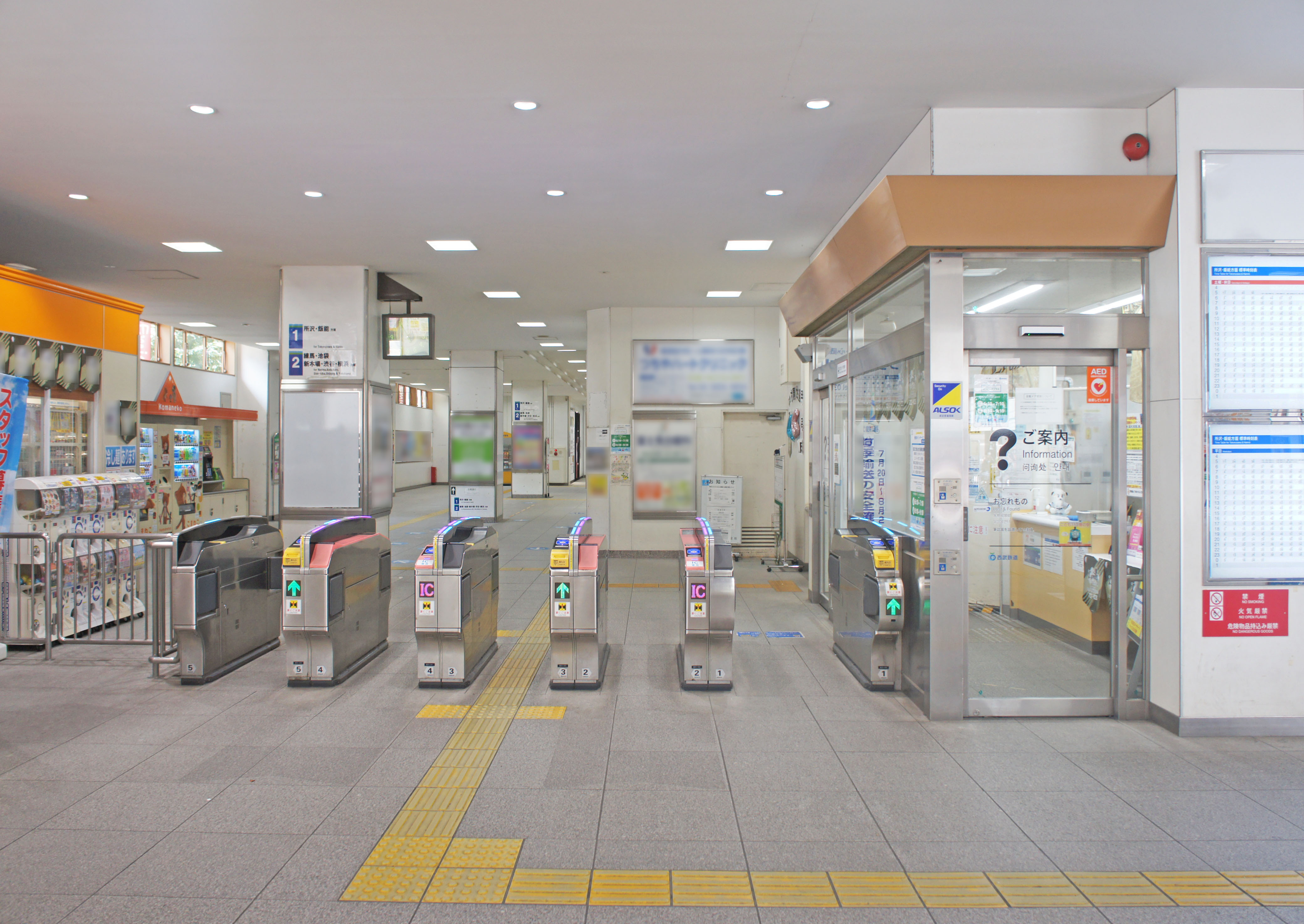
改札口（2022年7月）
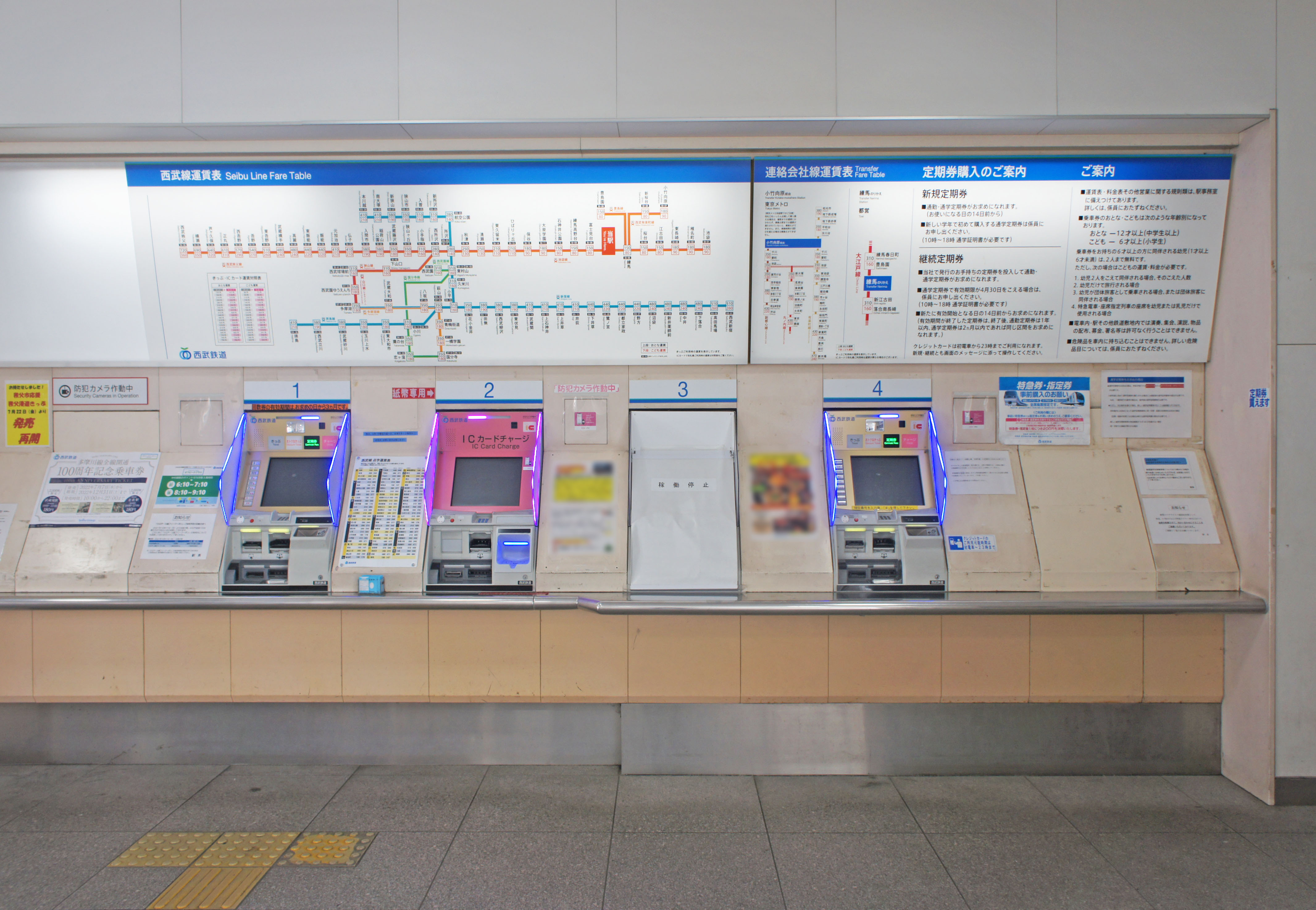
自動券売機（2022年7月）
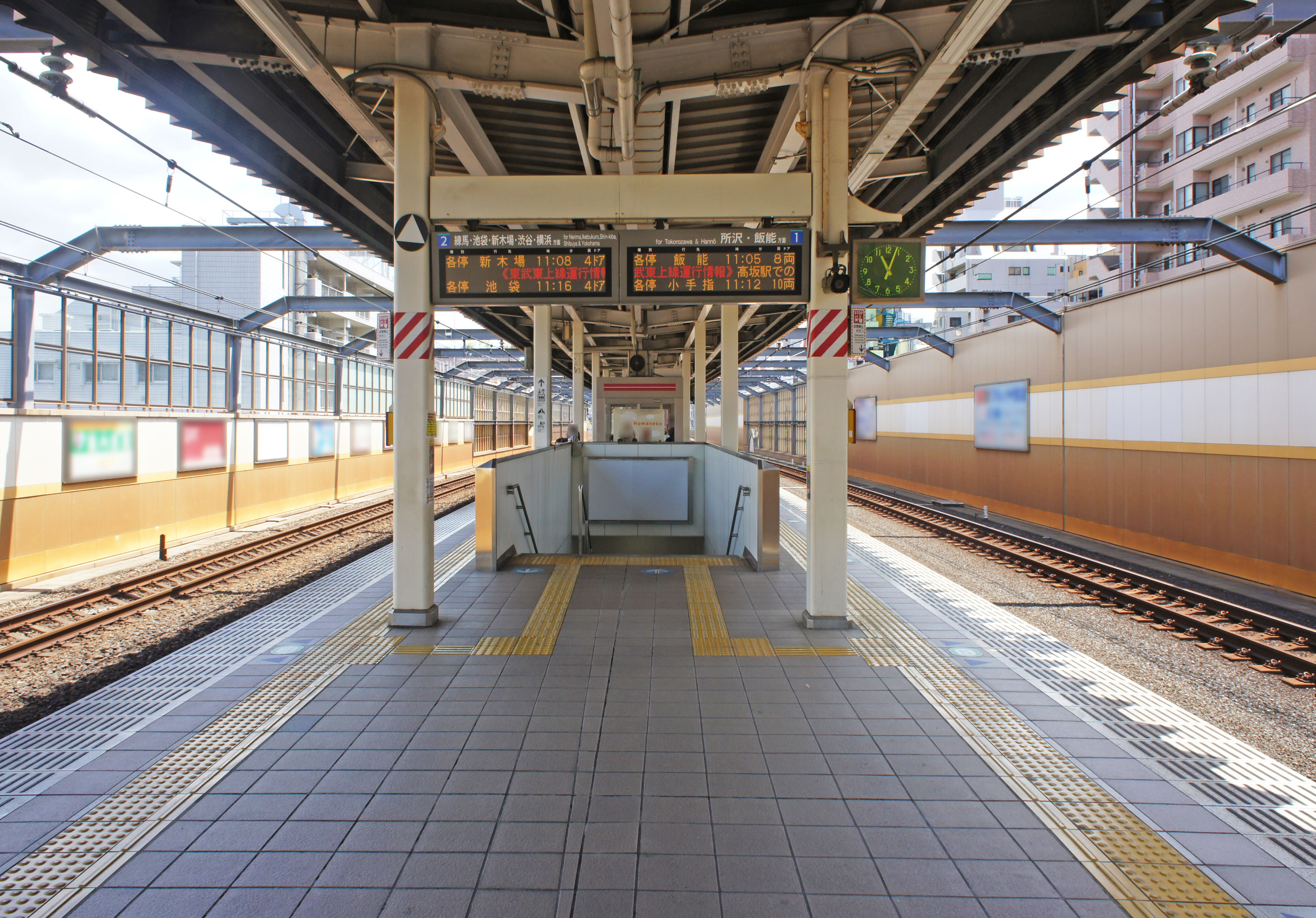
ホーム（2022年7月）

## 利用状況
2024年（令和6年）度の1日平均乗降人員は38,455人であり 、西武鉄道全92駅中23位。同社の優等列車運行路線における各駅停車のみ停車する駅としては1位である。
近年の1日平均乗降人員および乗車人員の推移は下表の通り。
| 年度               | 1日平均 乗降人員 | 1日平均 乗車人員 | 出典     |
| ------------------ | ---------------- | ---------------- | -------- |
| 1990年（平成02年） |                  | 21,049           | [ * 1 ]  |
| 1991年（平成03年） |                  | 21,577           | [ * 2 ]  |
| 1992年（平成04年） |                  | 21,795           | [ * 3 ]  |
| 1993年（平成05年） |                  | 21,570           | [ * 4 ]  |
| 1994年（平成06年） |                  | 21,471           | [ * 5 ]  |
| 1995年（平成07年） |                  | 21,145           | [ * 6 ]  |
| 1996年（平成08年） |                  | 21,025           | [ * 7 ]  |
| 1997年（平成09年） |                  | 20,647           | [ * 8 ]  |
| 1998年（平成10年） |                  | 19,564           | [ * 9 ]  |
| 1999年（平成11年） |                  | 18,956           | [ * 10 ] |
| 2000年（平成12年） |                  | 18,737           | [ * 11 ] |
| 2001年（平成13年） |                  | 18,501           | [ * 12 ] |
| 2002年（平成14年） | 37,844           | 18,632           | [ * 13 ] |
| 2003年（平成15年） | 37,524           | 18,458           | [ * 14 ] |
| 2004年（平成16年） | 37,387           | 18,365           | [ * 15 ] |
| 2005年（平成17年） | 37,870           | 18,643           | [ * 16 ] |
| 2006年（平成18年） | 38,214           | 18,793           | [ * 17 ] |
| 2007年（平成19年） | 38,330           | 18,963           | [ * 18 ] |
| 2008年（平成20年） | 38,672           | 19,157           | [ * 19 ] |
| 2009年（平成21年） | 38,509           | 19,103           | [ * 20 ] |
| 2010年（平成22年） | 37,195           | 18,722           | [ * 21 ] |
| 2011年（平成23年） | 37,061           | 18,611           | [ * 22 ] |
| 2012年（平成24年） | 37,689           | 18,918           | [ * 23 ] |
| 2013年（平成25年） | 38,913           | 19,554           | [ * 24 ] |
| 2014年（平成26年） | 38,736           | 19,439           | [ * 25 ] |
| 2015年（平成27年） | 39,156           | 19,645           | [ * 26 ] |
| 2016年（平成28年） | 39,416           | 19,767           | [ * 27 ] |
| 2017年（平成29年） | 40,374           | 20,230           | [ * 28 ] |
| 2018年（平成30年） | 40,792           | 20,436           | [ * 29 ] |
| 2019年（令和元年） | 41,021           | 20,516           | [ * 30 ] |
| 2020年（令和02年） | 31,059           |                  |          |
| 2021年（令和03年） | 33,149           |                  |          |
| 2022年（令和04年） | 35,844           |                  |          |
| 2023年（令和05年） | 37,326           |                  |          |
| 2024年（令和06年） | 38,455           |                  |          |

## 駅周辺
- 練馬区中村橋区民センター
  - 練馬区役所 第三出張所
  - 練馬区貫井地区区民館
  - 練馬区中村橋福祉ケアセンター
- 東京中高年齢労働者福祉センター（サンライフ練馬）
- 美術の森緑地
- 練馬区立美術館・練馬区立貫井図書館
- 練馬中村郵便局
- 東海病院
- 西友 中村橋店（西武線高架下[10] 、2004年（平成16年）3月9日開店[10]）
- コモディイイダ 中村橋店
- 千川通り（東京都道439号椎名町上石神井線）
- 中杉通り（東京都道427号瀬田貫井線）
- 富士見中学高等学校
- B&V（カラオケボックス「カラオケ館」運営会社）本社

### 千川通りについて
- 千川通りはかつての千川上水（現在は暗渠）であり、駅名はこの上水に架かっていた橋の名に由来する。
  - 中村陸橋跡ではない。
- 毎年9月第1週末に、駅前のサンツ中村橋商店街で阿波踊りイベントが開催される。
- 駅前の北を行くバス路線はなく、新道開通も難しい。

## バス路線
南口の千川通り上にある中村橋駅が最寄り停留所となる。また、駅を出て商店街を10分ほど北へ進んだ目白通り旧道沿いには中村橋駅入口停留所がある。以下の路線が発着し、関東バス・西武バスにより運行されている。なお、関東バスの中村橋駅停留所は2011年11月14日までは中村橋を名乗っていた。
のりば番号については駅前案内板で表示されている便宜上の番号であり、実際は何も表記されていない。
- のりば1
  - 阿03：阿佐ヶ谷駅行（関東）
  - 練43：練馬駅行（西武）
- のりば2
  - 練43：南田中車庫行（西武）
- のりば3
  - 阿01：阿佐ヶ谷駅行（関東）
- のりば4
  - 荻06・荻07：荻窪駅行（関東）
  - 中24：中野駅行（関東）
- のりば5
  - 荻07：練馬駅行（関東）

中村橋駅入口
- 練41：練馬駅行 / 南田中車庫行（西武）
- 練42：練馬駅行 / 成増町行（西武）
- 練48：練馬駅北口行・新江古田駅行 / 大泉学園駅行（西武）

## 隣の駅
西武鉄道
 池袋線
■快速急行・■急行・■通勤急行・■快速・■通勤準急・■準急
通過
■各駅停車
練馬駅 (SI06) - 中村橋駅 (SI07) - 富士見台駅 (SI08)
富士見台駅との駅間距離は800mしか離れておらず、両駅間の線路がほぼ直線ということもあり、互いを視認できる。

#### 利用状況に関する出典
東京都統計年鑑
1. ↑  東京都統計年鑑（平成2年）
2. ↑  東京都統計年鑑（平成3年）
3. ↑  東京都統計年鑑（平成4年）
4. ↑  東京都統計年鑑（平成5年）
5. ↑  東京都統計年鑑（平成6年）
6. ↑  東京都統計年鑑（平成7年）
7. ↑  東京都統計年鑑（平成8年）
8. ↑  東京都統計年鑑（平成9年）
9. ↑  東京都統計年鑑（平成10年） (PDF)
10. ↑  東京都統計年鑑（平成11年） (PDF)
11. ↑  東京都統計年鑑（平成12年）
12. ↑  東京都統計年鑑（平成13年）
13. ↑  東京都統計年鑑（平成14年）
14. ↑  東京都統計年鑑（平成15年）
15. ↑  東京都統計年鑑（平成16年）
16. ↑  東京都統計年鑑（平成17年）
17. ↑  東京都統計年鑑（平成18年）
18. ↑  東京都統計年鑑（平成19年）
19. ↑  東京都統計年鑑（平成20年）
20. ↑  東京都統計年鑑（平成21年）
21. ↑  東京都統計年鑑（平成22年）
22. ↑  東京都統計年鑑（平成23年）
23. ↑  東京都統計年鑑（平成24年）
24. ↑  東京都統計年鑑（平成25年）
25. ↑  東京都統計年鑑（平成26年）
26. ↑  東京都統計年鑑（平成27年）
27. ↑  東京都統計年鑑（平成28年）
28. ↑  東京都統計年鑑（平成29年）
29. ↑  東京都統計年鑑（平成30年）
30. ↑  東京都統計年鑑（平成31年・令和元年）

西武鉄道の1日平均利用客数
1. 1 2 3  “駅別乗降人員（2024年度１日平均）” (pdf).   西武鉄道. 2025年6月7日閲覧。
2. ↑  駅別乗降人員（2020年度1日平均） - ウェイバックマシン（2021年9月23日アーカイブ分）、2022年8月18日閲覧
3. ↑  駅別乗降人員（2021年度1日平均） - ウェイバックマシン（2022年7月8日アーカイブ分）、2022年8月18日閲覧
4. ↑  “駅別乗降人員（2022年度1日平均）” (pdf).   西武鉄道. 2023年7月15日閲覧。
5. ↑  “駅別乗降人員（2023年度１日平均）” (pdf).   西武鉄道. 2024年6月21日閲覧。